# Dani Bedrač
Dani Bedrač,  slovenski skladatelj in glasbenik, * 26. junij 1954, Celje. Bil je ustanovitelj in kitarist folk rock zasedbe Kladivo, konj in voda leta 1978. Po profesiji je socialni delavec - psihoterapevt. Danes živi kot upokojenec v nekdanji mrtvašnici pokopališča Golovec v Celju.

## Diskografija
- Zorenje – Kladivo, konj & voda; OOZSMS Žalec, 1979
- Vidov ples – Kladivo, konj & voda; RTB, Beograd, 1983
- Condotte Perturbate (kompilacija); Posto delle fragole, Trst (I), 1985
- Under the liquid light – Sfinkter; samozaložba, Žalec, 1985
- Luna – Kladivo, konj & voda; Studio Coda, Celje, 1995
- Na cesti (rock) – Kladivo, konj & voda; Conan, Maribor, 1996
- Opus Magnum – Kladivo, konj & voda; Vinylmania, Ljubljana, 1998
- Paranoja v kondomu – Shithead folk trio; samozaložba, Žalec, 1998
- Grafika srca – Kladivo, konj & voda; Studio Trg, Celje, 1998
- Na drugi strani – Aletheia; samozaložba, Žalec, 2007
- Trgatev – Aletheia; GLD Aletheia, Žalec, 2008
- Pebi, ne strelat! (kompilacija); DZU Filter, Celje, 2010
- Slovenian Moochaphytes – Captain Zero; Slušaj najglasnije, Zagreb (HR), 2010
- Le eno pesem še napišem (mini album); Slušaj Najglasnije, Zagreb, 2011

## Pesniške zbirke
- Vidov ples, samozaložba, Žalec, 2005
- Na drugi strani, GLD Aletheia, Žalec, 2008
- Opus Magnum, Lulu / GLD Aletheia, 2010
- Temnejše zvezde, Lulu / GLD Aletheia, 2010

## Proza
- Bitka za lobnikarjev grič, Lulu / GLD Aletheia, 2010